# Буги-вуги каждый день
«Буги-вуги каждый день» — песня советской рок-группы «Зоопарк» из альбома «Белая полоса» (1984), написанная Михаилом (Майком) Науменко в начале 1980-х годов. Один из прецедентных текстов русского рока.

## Особенности композиции
Майк Науменко являлся ценителем рок-музыки и почитателем талантов таких людей, как Лу Рид, Марк Болан, Леонард Коэн. Истоки «Буги-вуги каждый день» кроются в творчестве лидера группы «T. Rex» Марка Болана. Одна из его поздних рок-н-ролльных композиций — «I Love to Boogie» — и легла в основу песни.
В своей основе песня имеет несложную мелодию, не выходящую за рамки традиционного трёхаккордного рок-н-ролла. Майк исполнял её в тональности ми-мажор, нередко обыгрывая басовые ходы во время выступлений, особенно акустических. Основным моментом является чередование квинты с другими интервалами — секстой и септимой, — а также обыгрывание пентатоники, блюзовой гаммы и миксолидийского музыкального лада.
Песня состоит из трёх куплетов, разделённых повторяющимися припевами. Существует несколько версий песни. Как правило, после второго припева идёт гитарное соло.
Песня имеет сильное сходство с песней группы «T. Rex» «I Love to Boogie», особенно это касается припева композиции. Но при сходстве с песней Болана песня Майка Науменко не является дословным переводом песни Болана и имеет о неё существенные отличия.
Песня Науменко имеет повествовательную структуру, описывающую действия героя песни, что отсутствует у Болана. Также она более многословна. «I Love to Boogie» начинается с припева, после чего идёт куплет, в котором через импрессионистские образы показано пробуждение девичьей сексуальности. В начале «Буги-вуги каждый день» сперва идёт куплет, в котором от первого лица рассказывается о жизни героя, его любви к танцам и о том, как он одевается для выхода, и лишь затем идёт припев. Во втором куплете повествование продолжается, но уже от второго лица. Главный герой ищет партнёра для танцев и звонит подруге, приглашая её пойти с собой на дискотеку. В третьем куплете герой танцует со своей подругой на дискотеке, что также отсутствует в «I Love to Boogie».
Общим в двух песнях является центральная роль музыки в жанре буги-вуги в жизни героев песни, но если у Болана герой любит буги субботними вечерами, то у Науменко герой уже любит буги каждый день. У Болана для описания буги используются разные прилагательные: «jitterbug boogie», «high school boogie», «Bolan pretty boogie», «Teenage boogie», а у Науменко нет уточнения.
Герои обоих авторов модно одеваются, но у каждого одежда относится к местной рок-культуре. Если у Болана герой одет в накидку и цилиндр, то у Науменко герой одет в стиле рокабилли в штиблеты и галстук-шнурок.
На метрических особенностях текста отражается принцип его построения, заимствованный из англоязычной рок-музыки. Ориентированность на традицию англоязычной музыки влияет на увеличение междуударных интервалов, из-за того, что средняя длина слов в английском языке меньше, чем средняя длина слов в русском языке. Также при чётком ритме рок-музыки невозможны пиррихии. Поэтому автор должен был вместить в строку необходимое ему количество безударных слогов при этом сохранив количество ударных слогов. При этом получается, что чтение текста и реальное исполнение будут различаться по сильным местам, так как при исполнении из-за его синкретического характера на сильные места влияют не только словесное ударение и схема метра, но и музыкальная ритмическая основа.
«Буги-Вуги каждый день» — одна из двух песен на альбоме «Белая полоса» в которой в качестве лексемы реализуется мотив одиночества. Вторая — «Блюз субботнего вечера». Также песня не содержит сексуальной тематики, которая есть в песне Болана и встречается в других текстах Науменко.

## Студийные записи
Впервые песня вышла на альбоме «Белая полоса» (1984) под первым номером. Второй раз — на альбоме «Музыка для фильма» (1991), также под первым номером. Во второй версии, записанной в 1986 году, присутствует дополнительный куплет, который исполняет вокальное трио «Царская семья на даче». Также существует третья версия, записанная в 1989 году специально для фильма «Буги-вуги каждый день» (1990), прозвучавшая в нём. В 1999 году эта версия вошла бонусом в «дополненное издание» альбома «Музыка для фильма».

## Кавер-версии
- Александр Башлачев исполнял песню в манере Владимира Высоцкого[2].
- В 1986 году песню записал бит-квартет «Секрет», с которым у Майка были дружеские отношения. В исполнении «Секрета» песня стала хитом. Также в свою версию «Секрет» вставил скороговорку «На мели мы налима лениво ловили…» перед последним припевом[10]
- В том же году на одном из своих концертов песню исполнила группа «Алиса».
- В 1988 году группа «Ноль» исполнила песню «Буги-вуги каждый день» на мотив революционной песни «Варшавянка».
- В 1989 году группа «Сектор Газа» записала песню «Плуги-вуги», припев которой пародирует припев песни «Буги-вуги каждый день».
- В 2003 году группа «Ленинград» исполнила кавер-версию песни «Буги-вуги каждый день» для трибьюта группе «Секрет» «Секретные материалы» (в данном случае это исполнение является кавером на кавер), несколько трансформировав традиционные рок-н-ролльные ритмы в блюзовые и рэповые мотивы.
- В 2008 году песня с изменённым текстом была записана актёром Игорем Войнаровским для фильма Валерия Тодоровского «Стиляги».

## В кино
- В 1990 году вышел одноимённый фильм Александра Киселёва, где песня прозвучала как заглавная[11][12].
- После выхода кинофильма «Стиляги» в 2008 году песня, которая в фильме исполнялась с другим текстом, вновь обрела популярность.
- Песня была использована в 15 серии сериала «Восьмидесятые» и играет роль музыкального ядра серии, вокруг которой сформирован остальной звуковой ряд, который направлен на создание образа героя. Использованы только фрагменты, где исполняется музыка без слов, так как стилистически песня напоминает зарубежную, а по сюжету её слушают рокеры на британской радиостанции[13].

## Участники записи

### Версия 1984 года
- Майк Науменко — вокал
- Александр Храбунов — гитара
- Александр Титов — бас-гитара
- Евгений Губерман — ударные

### Версия 1986 года
- Майк Науменко — вокал, гитара
- Александр Храбунов — гитара
- Сергей Тессюль — бас-гитара
- Валерий Кирилов — ударные
- Александр Донских — фортепиано, бэк-вокал
- Наталья Шишкина — бэк-вокал
- Галина Скигина — бэк-вокал

### Версия 1989 года
- Майк Науменко — вокал, гитара
- Александр Храбунов — гитара
- Илья Куликов — бас-гитара
- Валерий Кирилов — ударные